# Saucony
Saucony er en amerikansk producent af atletiksko og sportsbeklædning, som er ejet af Wolverine World Wide siden 2012.
Saucony Shoe Manufacturing Company's første fabrik blev etableret i 1898 i Kutztown, Pennsylvania af forretningsmand William A. Donmoyer, Thomas S. Levan, Walter C.C. Snyder og Benjamin F. Reider. De navngav virksomheden efter Saucony Creek, som løber forbi den oprindelige fabrik i Kutztown.